# Bertrand Bergeron
Pour les articles homonymes, voir Bergeron.
Bertrand Bergeron (né à Sherbrooke en 1948) est un écrivain québécois.

## Biographie
Il entreprend ses études en lettres dans sa ville natale et les termine à Montréal. Il est membre du GIFRIC et créateur, avec d'autres auteurs, de la Clinique d'écriture de fiction du GIFRIC. Enseignant au Collège de la région de l'Amiante, il est membre des comités de rédaction de la revue XYZ et de Spirales. 
Depuis 1979, il publie des nouvelles dans des collectifs, des périodiques et de nombreuses revues québécoises et européennes: L'aventure, la mésaventure, L'année de la SFFQ, la Nbj, Imagine…,  Passages, Magie Rouge, Trois, Nuit blanche, Brèves, Le sabord et XYZ. Il signe des critiques dans Spirales ainsi que dans Livres et auteurs québécois. 

## Honneurs
- 1986 : Prix Gaston-Gouin
- 1987 : Prix Septième Continent
- 1988 : Prix littéraire Adrienne-Choquette, Maison pour touristes
- 1993 : Prix littéraire Desjardins, Visa pour le réel
- 1993 : Prix littéraire Adrienne-Choquette, Visa pour le réel
- 1996 : Prix littéraire du CRSBP du Saguenay–Lac-Saint-Jean

## Œuvres
- 1986 : Parcours improbables, L'instant même.
- 1988 : Maison pour touristes, L'instant même.
- 1990 : Transits, L'instant même.
- 1993 : Visa pour le réel, L'instant même.